# Batalla d'Amiens (1918)
La batalla d'Amiens, també coneguda com la Tercera Batalla de Picardia (francès: 3ème Bataille de Picardie), va ser la fase d'obertura de l'ofensiva aliada iniciada el 8 d'agost de 1918, més tard coneguda com l'ofensiva dels cent dies, que finalment va portar a la fi de la primera guerra mundial. Les forces aliades van avançar més d'11 quilometres (7 mi) el primer dia, un dels majors avenços de la guerra, amb el quart exèrcit britànic del General Henry Rawlinson (amb 9 de les seves 19 divisions subministrades pel cos australià de primer ministre John Monash i el cos canadenc del Lt General Arthur Currie) jugant un paper decisiu. La batalla destaca també pels seus efectes sobre la moral dels dos bàndols i pel gran nombre de rendicions de les forces alemanyes. Això va portar a Erich Ludendorff a descriure el primer dia de la batalla com "el dia negre de l'exèrcit alemany". Amiens va ser una de les primeres grans batalles en la guerra de blindats.

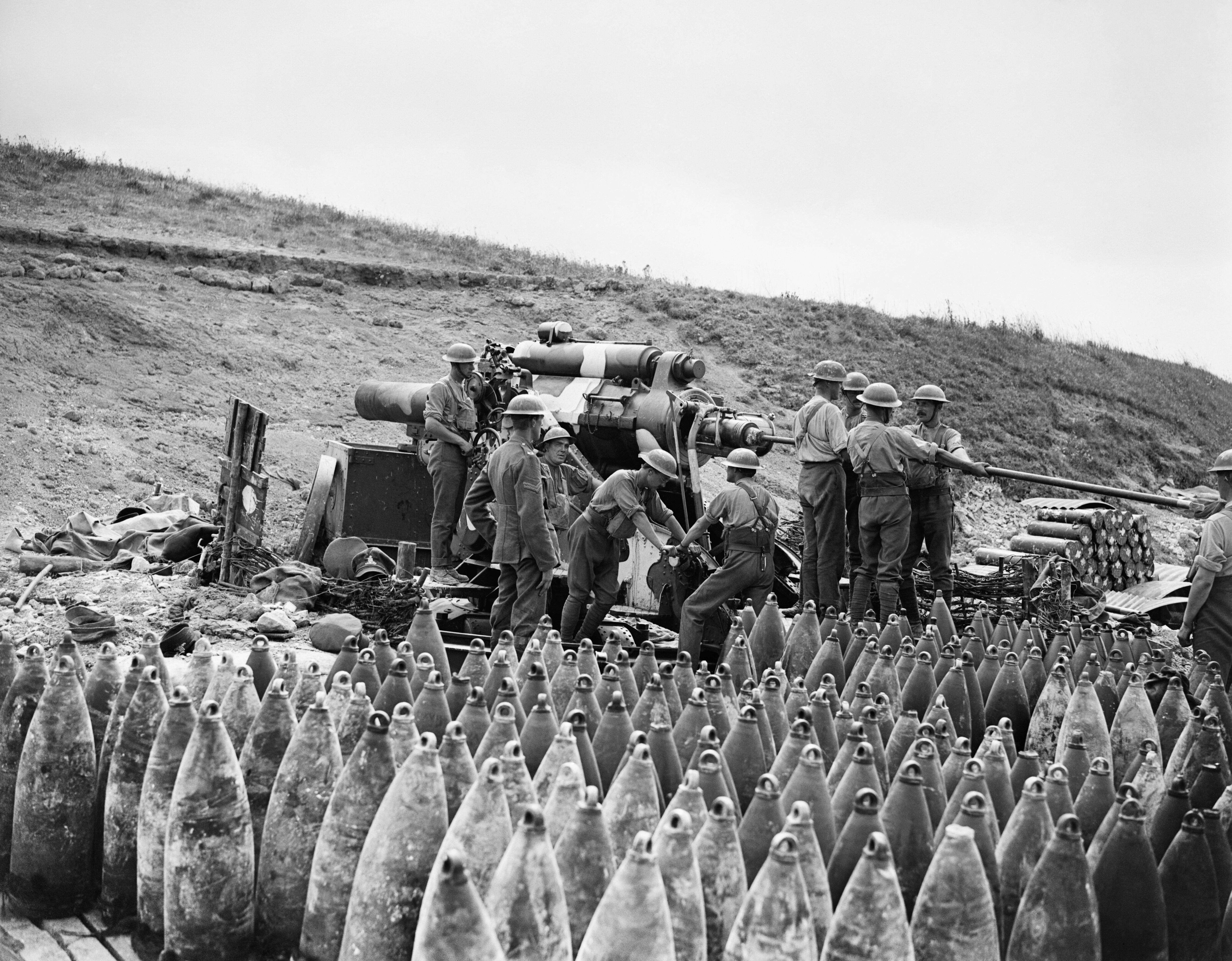
Homes de la Royal Garrison Artillery carregant un trencall de 9,2 polzades a prop de Bayencourt just abans de la batalla

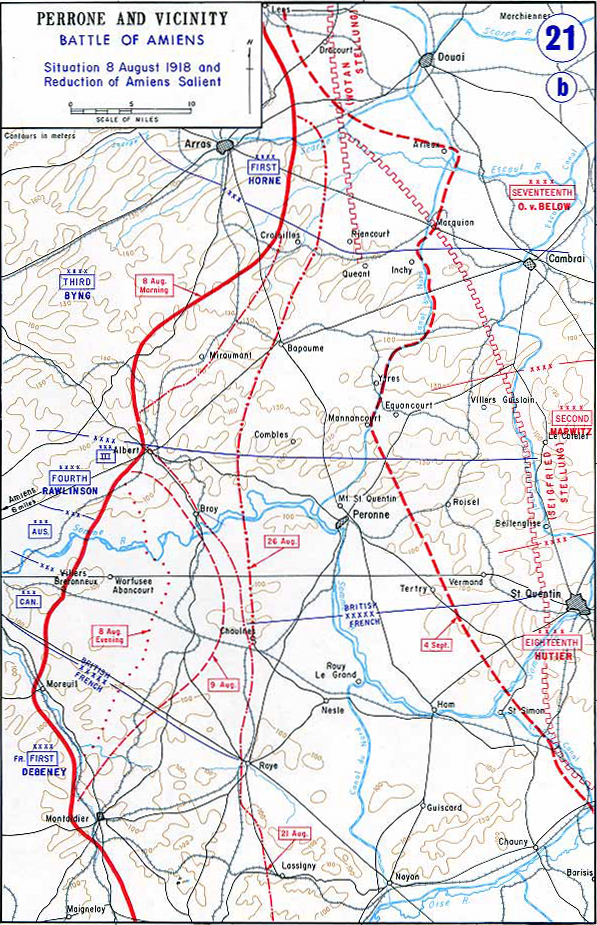
Mapa que representa l'avanç de la línia aliada

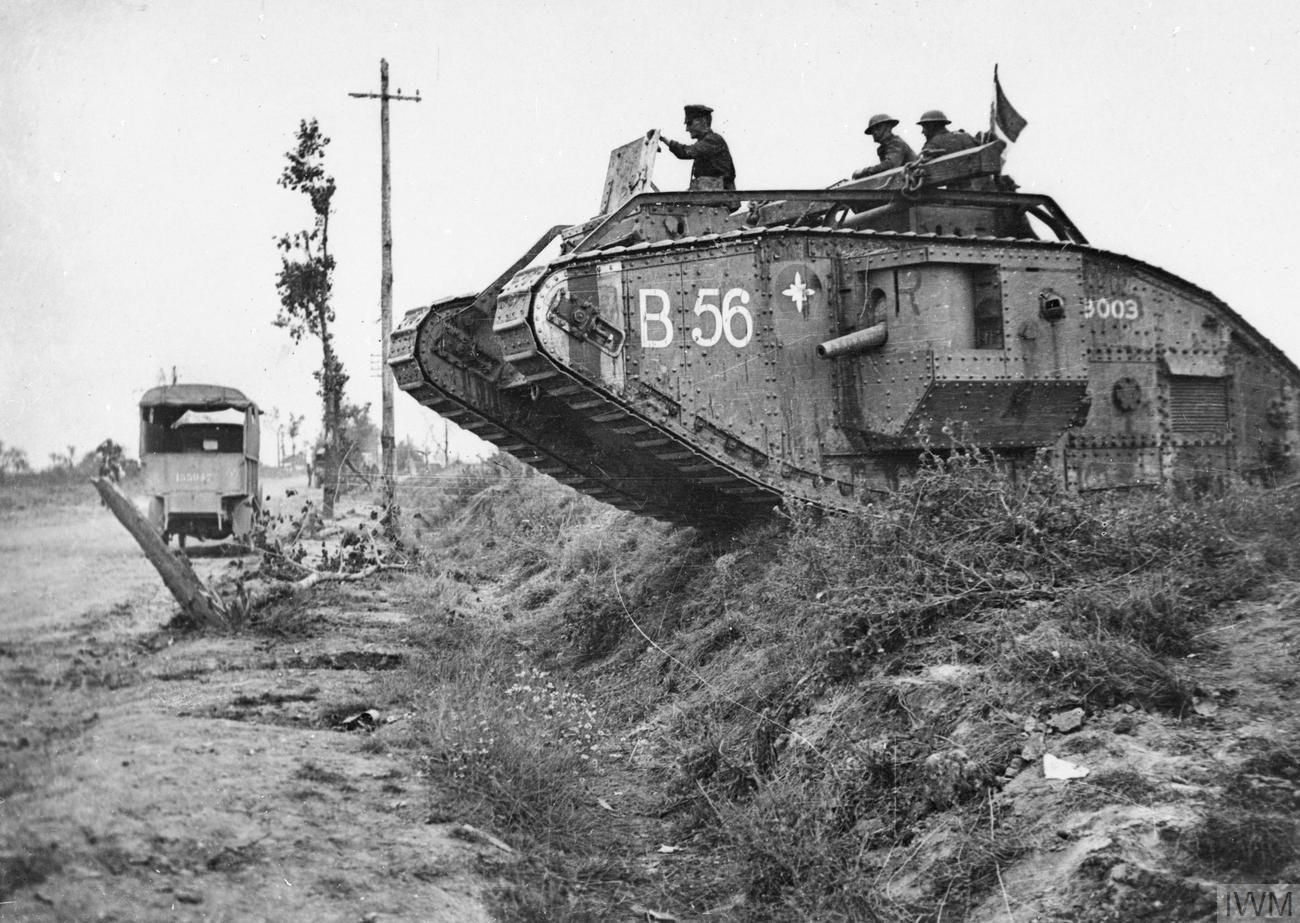
El tanc britànic Mark V (B56, 9003) del 2r Batalló, Tank Corps que travessa una rasa al costat d'una carretera de Lamotte-en-Santerre, el 8 d'agost de 1918.
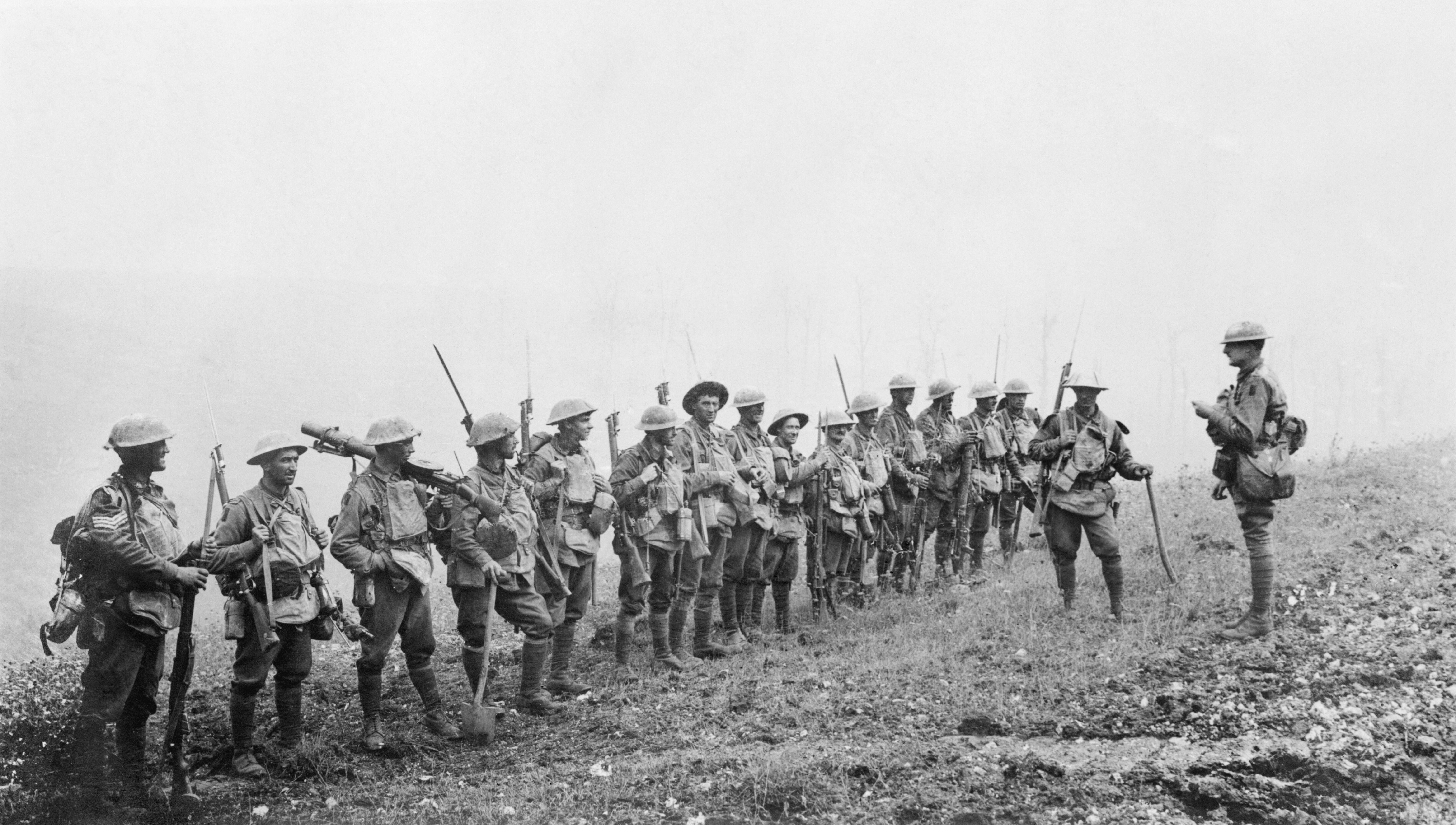
Un tinent australià que es dirigia al seu pelotó abans de l'avanç cap a Harbonnières, que queda enfosquit pel fum que provoca un pes marítim.
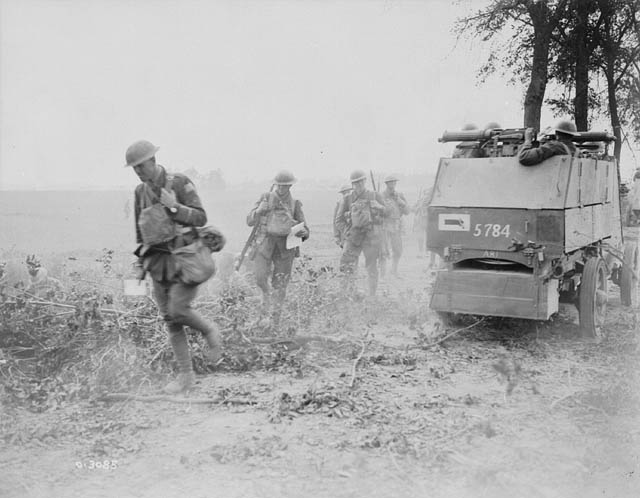
Les tropes canadenques recolzades per un autocar blindat entren en acció a la batalla d'Amiens
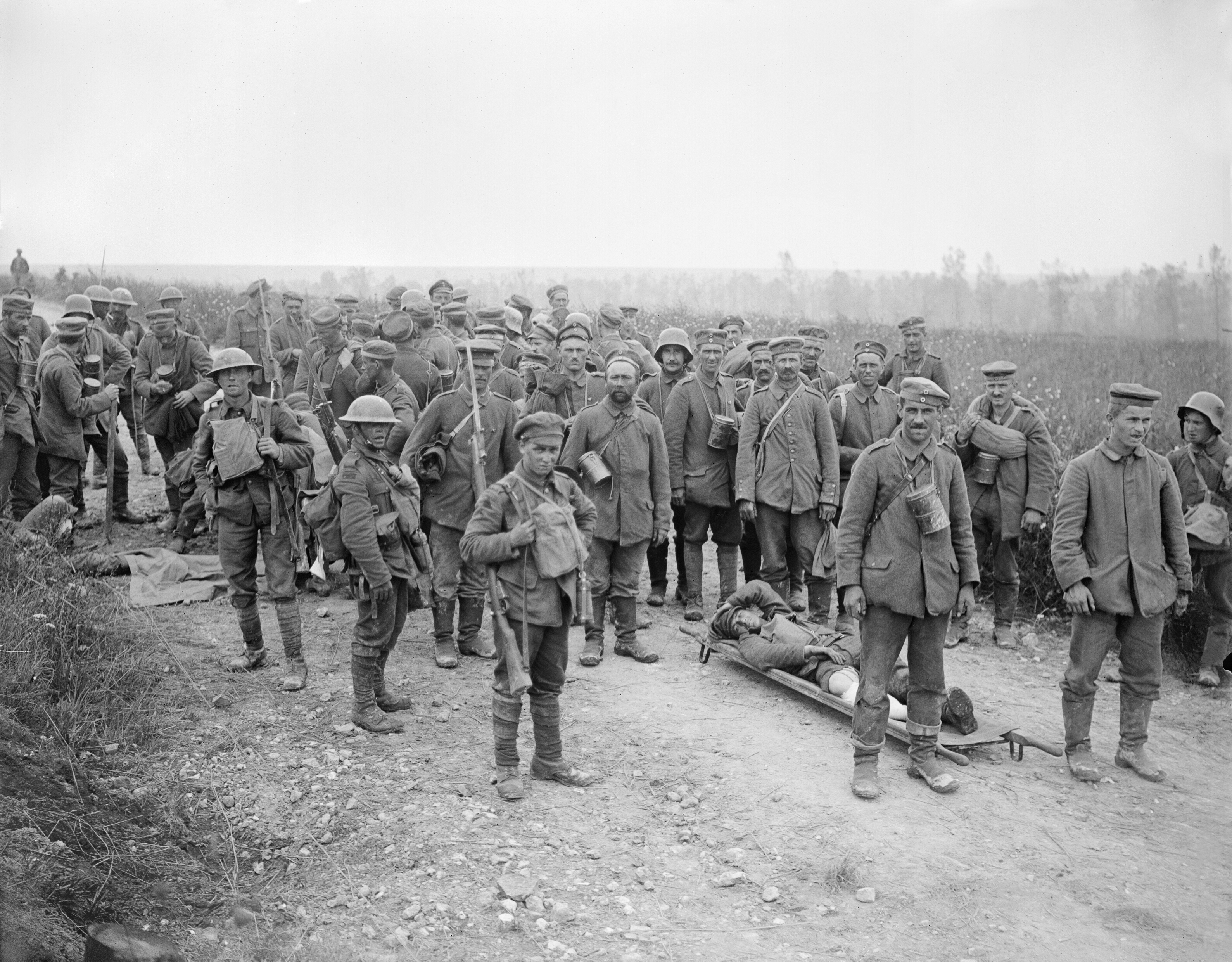
Presoners alemanys custodiats per soldats britànics de la 58a Divisió a Sailly Laurette, el 8 d'agost de 1918.
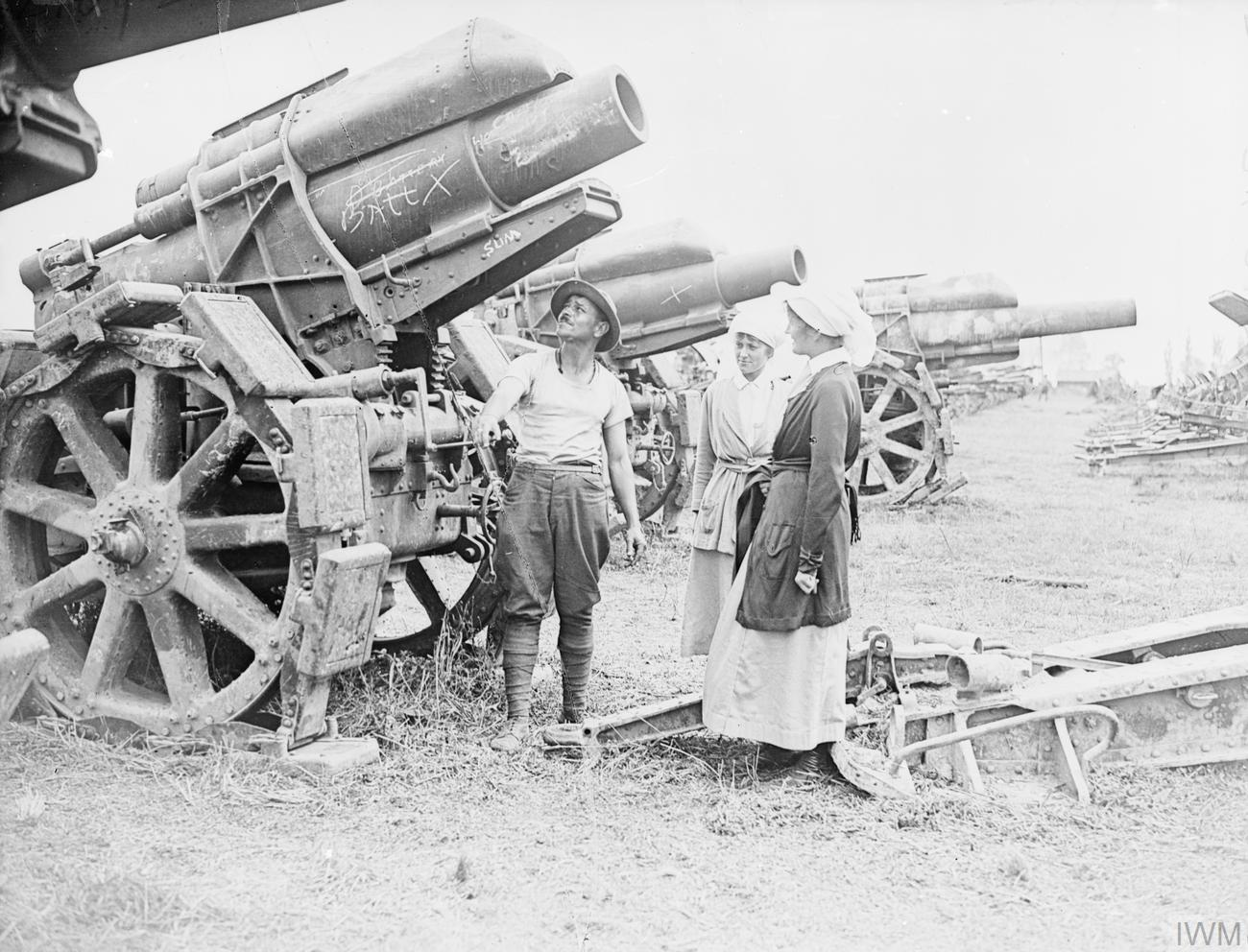
Dues infermeres que revisaven un pesament de 21 cm de Mörser 16 pesant en un dipòsit d'artilleria alemanya capturat pel quart exèrcit britànic.
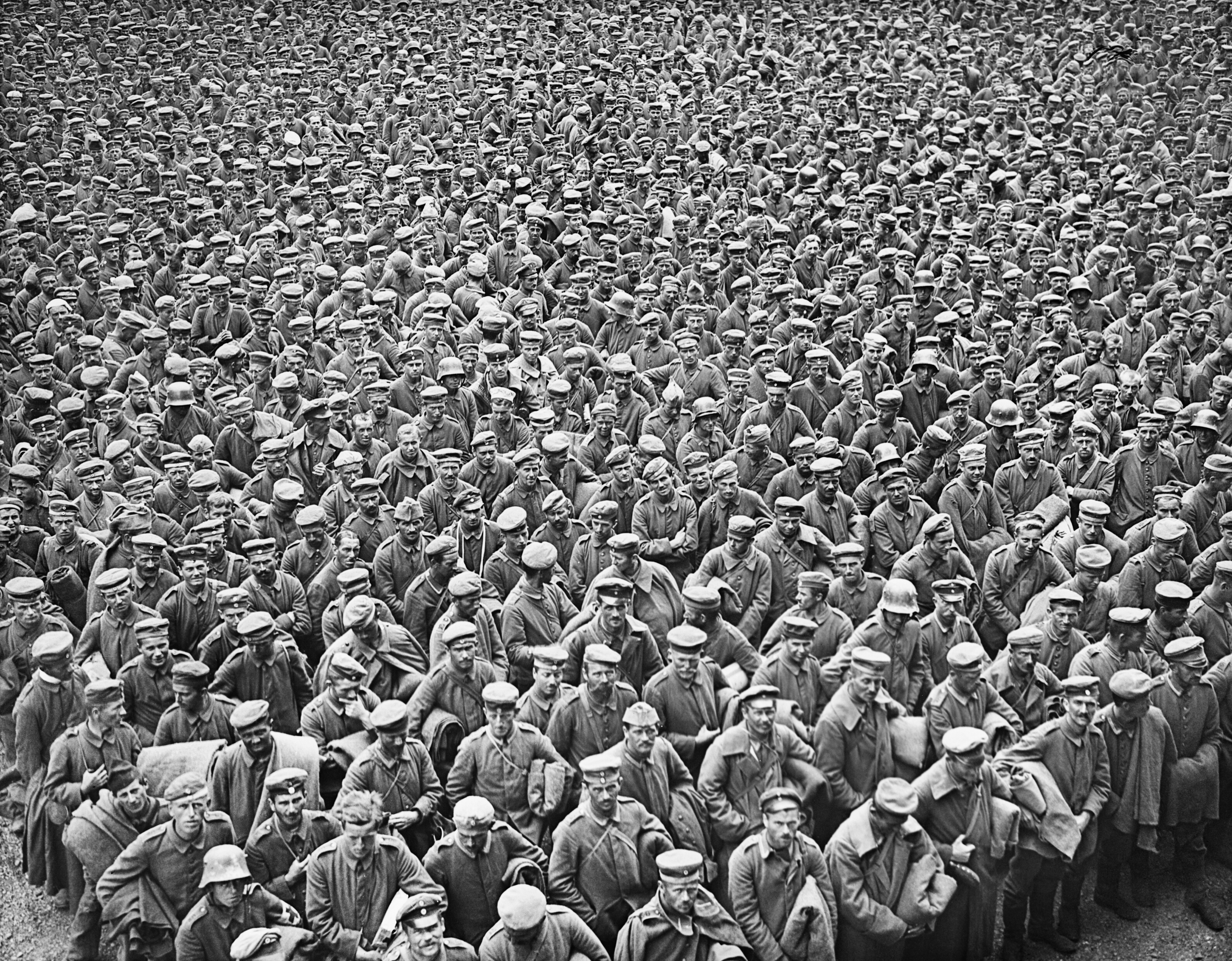
Una multitud de presos alemanys presos pel Quart Exèrcit Britànic a la batalla d'Amiens, a prop d'Abbeville

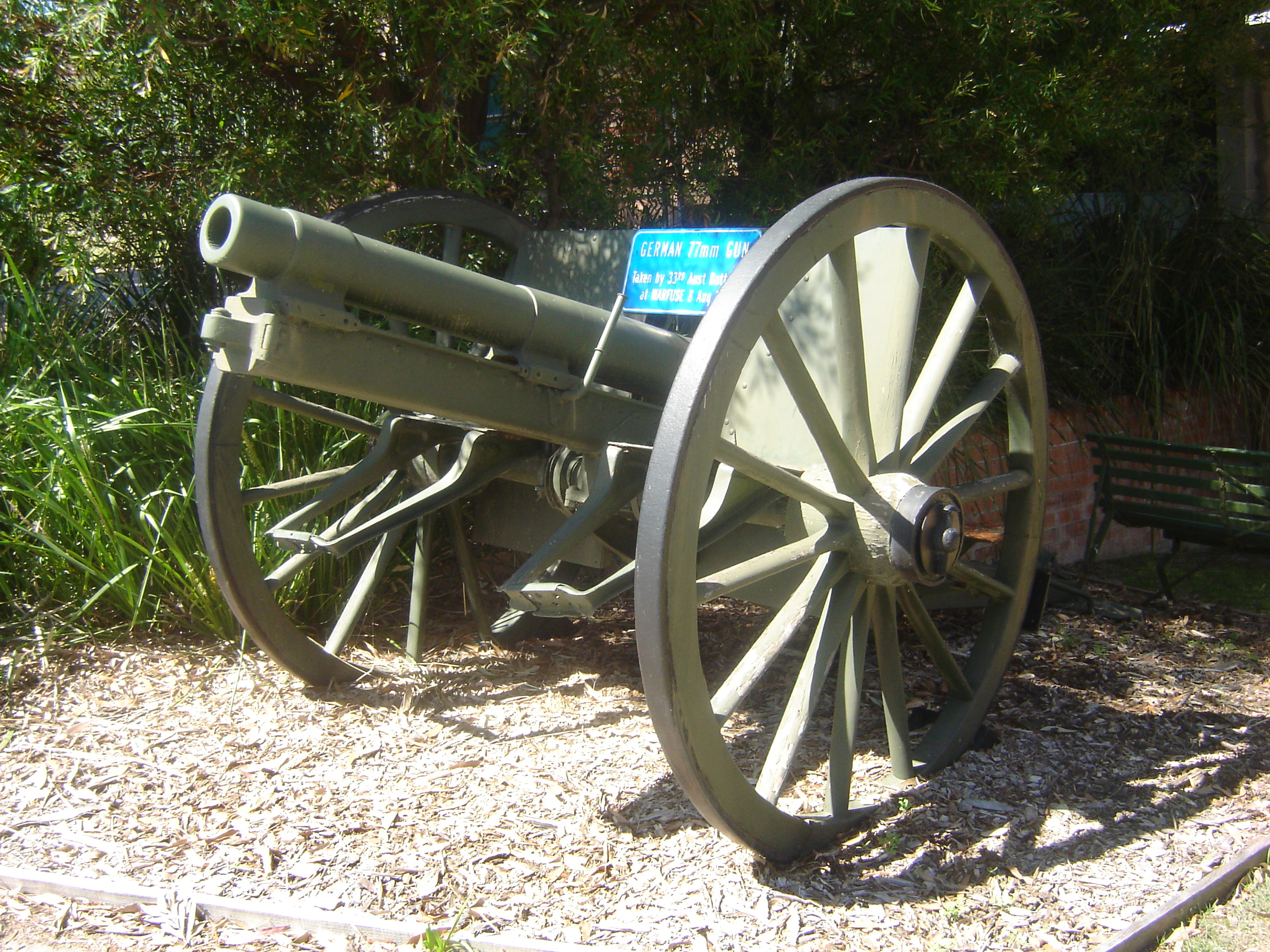
Una pistola de camp alemanya 7,7 cm FK 96 n. A. capturada durant la batalla pel 33è Batalló d'Austràlia